# Юр'янський район
Юр'я́нський район (рос. Юрьянский район) — район у складі Кіровської області Російської Федерації. Адміністративний центр — селище міського типу Юр'я.

## Історія
Район був утворений 12 січня 1965 року із сільрад сусідніх районів в межах колишнього Верховинського району:
- із Мурашинського району — Березовська, Буяковська, Великівська, Верховінська, Верходворська, Високовська, Івановська, Мелехівська, Пишацька, Скутінська сільради та смт Юр'я
- із Халтурінського району — Великоріцька, Загарська, Ложкарська, Мідянська та Монастирська сільради
- із Кірово-Чепецького району — смт Муригіно

7 грудня 1966 року зі складу Івановської сільради була виділена Кокінська сільрада, 7 жовтня 1968 року Мелехівська сільрада була перейменована у Шуб'янську, 19 квітня 1976 року зі складу Мідянської сільради була виділена Підгорцівська сільрада, 9 листопада 1981 року із частини Загарської сільради була утворена Гірсовська сільрада, 23 жовтня 1984 року була утворена Сєверна сільрада. 9 квітня 1996 року сільради були перетворені у сільські округи. 1 листопада 1996 року Буяківський сільський округ був перейменований у Серединівський, а Скутінський сільський округ — у Сусловський. 2 квітня 2002 року Серединівський сільський округ був приєднаний до Верховинського.
7 грудня 2004 року, в рамках муніципальної реформи, у складі району були утворені 2 міських (Муригінське, Юр'янське) та 11 сільських поселень (Великоріцьке, Верховинське, Високовське, Гірсовське, Загарське, Івановське, Ложкарське, Мідянське, Монастирське, Підгорцівське, Сєверне). Деякі були утворені шляхом об'єднання сільських округів:
- до складу Івановського сільського поселення увійшли Березовський, Кокінський сільські округи
- до складу Верховинського сільського поселення увійшли Великівський, Верходворський, Пишацький, Сусловський сільські округи
- до складу Сєверного сільського поселення увійшов Шуб'янський сільський округ

2009 року відбулось об'єднання деяких сільських поселень: Сєверне сільське поселення увійшло до складу Івановського, Ложкарське до складу Загарського. 2012 року Високовське та Монастирське сільські поселення увійшли до складу Підгорцівського сільського поселення.

## Населення
Населення району складає 19025 осіб (2017>; 19224 у 2016, 19346 у 2015, 19549 у 2014, 19661 у 2013, 19748 у 2012, 20069 у 2011, 20128 у 2010, 20456 у 2009, 22893 у 2002, 34582 у 1989, 30965 у 1979, 31509 у 1970).

## Адміністративний поділ
Станом на 2012 рік район адміністративно поділявся на 2 міських та 9 сільських поселень. Станом на 2010 рік до його складу входило 146 населених пункти, з яких 46 не мали постійного населення, але ще не були зняті з обліку. Пізніше були ліквідовані 3 населених пункти (селища 32 км, 73 км та присілок Зарічка):
| Поселення                        | Площа, км² | Населення, осіб (2002) | Населення, осіб (2010) | Населення, осіб (2017) | Центр               | Населені пункти |
| -------------------------------- | ---------- | ---------------------- | ---------------------- | ---------------------- | ------------------- | --------------- |
| Муригінське міське поселення     |            | 8246                   | 7665                   | 7373                   | смт Муригіно        | 1               |
| Юр'янське міське поселення       |            | 6169                   | 5668                   | 5364                   | смт Юр'я            | 1               |
| Великоріцьке сільське поселення  |            | 390                    | 358                    | 349                    | село Великоріцьке   | 8               |
| Верховинське сільське поселення  |            | 1898                   | 1119                   | 897                    | село Верховино      | 32              |
| Гірсовське сільське поселення    |            | 1173                   | 1140                   | 1044                   | селище Гірсово      | 6               |
| Загарське сільське поселення     |            | 2056                   | 1643                   | 1699                   | село Загар'є        | 24              |
| Івановське сільське поселення    |            | 1008                   | 752                    | 649                    | присілок Івановщина | 16              |
| Мідянське сільське поселення     |            | 651                    | 550                    | 522                    | село Мідяни         | 27              |
| Підгорцівське сільське поселення |            | 1302                   | 1233                   | 1128                   | присілок Підгорці   | 28              |

## Найбільші населені пункти
| №  | Населений пункт | Населення, осіб (2002) | Населення, осіб (2010) |
| -- | --------------- | ---------------------- | ---------------------- |
| 1  | Муригіно        | 8246                   | 7665                   |
| 2  | Юр'я            | 6169                   | 5668                   |
| 3  | Загар'є         | 1191                   | 1051                   |
| 4  | Гірсово         | 1079                   | 981                    |
| 5  | Підгорці        | 460                    | 527                    |
| 6  | Мідяни          | 560                    | 469                    |
| 7  | Ложкарі         | 422                    | 455                    |
| 8  | Верховино       | 574                    | 454                    |
| 9  | Монастирське    | 385                    | 364                    |
| 10 | Великоріцьке    | 350                    | 327                    |